# کراسنی ایستوک
کراسنی ایستوک (به لاتین: Krasny Istok) یک منطقهٔ مسکونی در روسیه است که در استان آمور واقع شده‌است.